# Don't Rain on My Parade
Don't Rain on My Parade è una canzone di scena, scritta dagli statunitensi Bob Merrill e Jule Styne per il musical del 1964 Funny Girl.
Il brano, presente nell'omonimo film del 1968, venne interpretato originariamente da Barbra Streisand; la cantante si esibì sulle note di Don't Rain on My Parade in diversi eventi dal vivo, tra cui il Barbra Streisand: The Concert Tour (1993-1994), il Timeless: Live in Concert Tour (1999-2000) e lo Streisand: The Tour (2006-2007).

## Versioni di Barbra Streisand
- Don't Rain On My Parade da Funny Girl: Original Broadway Cast Recording (1964) - 2:46
- Don't Rain On My Parade (Reprise) da Funny Girl: Original Broadway Cast Recording (1964) - 2:07
- Don't Rain On My Parade da Funny Girl: Original Soundtrack Recording (1968) - 2:45
- Don't Rain On My Parade da Live Concert At The Forum (1972) - 2:39
- Don't Rain On My Parade da Barbra Streisand ... and Other Musical Instruments (1973) - 2:38
- I'm Still Here/Everybody Says Don't/Don't Rain On My Parade da Barbra: The Concert (1994) e The Concert: Highlights (1995) - 4:26
- I'm The Greatest Star/Second Hand Rose/Don't Rain On My Parade da Timeless: Live in Concert (2000) - 5:25
- Don't Rain On My Parade (Reprise) da Live In Concert 2006 (2007) - 3:31

## Cover
La canzone è stata riproposta da vari artisti nel tempo, sia in ambito discografico che in ambito cinematografico/televisivo.
Tra i maggiori soggetti che hanno omaggiato il brano si ricordano:
- Bobby Darin nel 1966, in una versione ripresa per il film American Beauty (1999) e per il trailer di Prova a prendermi (2002);
- i Japan nel loro album d'esordio del 1978 Adolescent Sex;
- Robin Williams vestito da Barbra Streisand in Mrs. Doubtfire - Mammo per sempre del 1993;
- il personaggio Lois Griffin, nella serie televisiva di cartoni animati I Griffin;
- Lisa Simpson nel diciottesimo episodio della ventisettesima stagione intitolato "Come Lisa ha riavuto la sua Marge" de I Simpson
- Lea Michele nel 2009 e nel 2013 rispettivamente per Le provinciali, 13º episodio della prima stagione e L'occasione di una vita, 18º episodio della terza stagione di Glee;
- Naya Rivera nel 2014 per Amici-Nemici, 9º episodio della quinta stagione di Glee.